# Вільям Гартстон
Ві́льям Ро́ланд Га́ртстон (англ. William Roland Hartston; нар. 12 серпня 1947, Лондон) — британський шахіст, журналіст і автор книжок на шахову тематику, міжнародний майстер (1973).

## Шахова кар'єра
Гартстон народився у Віллесдені, (Міддлсекс, Англія), і відвідував Школу Лондонського Сіті, після чого вивчав математику в Коледжі Ісуса (Кембридж).
Від середини 1960-х до середини 1980-х був одним із найкращих англійських шахістів. Був багатократним медалістом індивідуальних чемпіонатів Великої Британії (у тому числі золотим у 1973 і 1975 роках, срібним — 1967 і 1980). Від 1966 до 1978 року шість разів (у тому числі один раз на першій дошці) представляв свою країну на шахових олімпіадах, здобувши 3 медалі: золоту (за індивідуальний результат на 3-ій дошці у 1970 році) і дві бронзові (командну у 1976 році і на 2-й дошці у 1972 році). У 1973—1983 роках чотири рази брав участь у командних чемпіонатах Європи, здобувши командну бронзову медаль у 1980 році.
Одного з найбільших успіхів на міжнародній арені досяг у 1972 i 1973 роках, посівши III місце (після Бента Ларсена і Вольфганга Ульманні, випередивши Властіміла Горта, Володимира Тукмакова, Волтера Брауна, Василя Смислова і Ульфа Андерссона) у престижному турнірі в Гастінгсі. Інші значимі здобутки:
- II місце у Лондоні (1968, після Реймонда Кіна),
- III місце Врнячкій Бані[en] (1972, зональний турнір, після Йосипом Рукавиною і Яна Смейкала[en]),
- I місце у Сараєво (1976, турнір Босна),
- розділив III місце у Беер-Шева (1976, за Володимиром Ліберзоном і Яїром Крайдманом, разом з Драженом Маровичем),
- розділив III місце у Дєчіні (1976, після Буркхарда Маліха і Йозефа Нуна[cs], разом з Левом Альбуртом, Влодзімежем Шмідтом, Йозефом Пшібилом[en], Милорадом Кнежевичом і Властімілом Янсою),
- розділив II місце в Есб'єрзі (1977, турнір Кубок Північного моря, після  Єнс Крістіансен[en], разом з  Ларс-Оке Шнейдером[en]),
- I місце у Лондоні (1984).

Найвищий рейтинг у кар'єрі було досягнуто 1 січня 1979 року, з результатом 2485 пунктів посів 4 місце (після Ентоні Майлса, Майкла Стіна і Джона Нанна) англійських шахістів. Від 1990 року не бере участі у турнірах під егідою ФІДЕ.
У 1970-х і 1980-х співробітничав із BBC як ведучий телепрограм Play Chess, у яких також коментував партії матчів чемпіонатів світу із шахів. Працював також журналістом у газетах The Independent і Daily Express. Написав більше десятка книжок, присвячених шаховій тематиці.

## Приватне життя
У 1970—1977 роках Вільям Гартстон був першим з трьох чоловіків чеської гросмейстерки Яни Маліпетрової. Зі своєю другою дружиною, Елізабет Баннерман (1978), він має двох синів, Джеймса та Ніколаса.

## Публікації
- How To Cheat At Chess («Як обманювати в шахах», 1977)
- Soft Pawn («М'який пішак» 1980)
- The Ultimate Irrelevant Encyclopaedia («Абсолютна нерелевантна енциклопедія», 1984)
- Kings of Chess («Королі шахів», 1985)
- Chess — The Making of the Musical («Шахи — створення мюзиклу», 1986)
- Drunken Goldfish and Other Irrelevant Scientific Research («П'яна золота рибка та інші нерелевантні наукові дослідження», 1988)
- How was it for you, Professor? («Як вам, професоре?», 1992)
- The Guinness Book of Chess Grandmasters («Книга рекордів Гіннеса серед шахових гросмейстерів», 1996)
- Teach Yourself Better Chess («Навчись краще грати в шахи», 1997)
- The Book of Numbers: The Ultimate Compendium of Facts About Figures («Книга чисел: найкращий збірник фактів про цифри», 2000)
- What Are the Chances of That? («Які на це шанси?», 2004)
- What's What — The Encyclopedia of Quite Extraordinary Information («Що є що — енциклопедія досить незвичайної інформації», 2005)
- The Encyclopedia of Useless Information («Енциклопедія непотрібної інформації», 2007)
- The Things That Nobody Knows («Речі, яких ніхто не знає», 2011)
- Even More Things That Nobody Knows («Ще більше речей, яких ніхто не знає», 2015) Allen & Unwin, ISBN 978-1782-3961-09
- Sloths («Лінивці», 2019)
- A Brief History of Puzzles: 120 of the World's Most Baffling Brainteasers from the Sphinx to Sudoku («Коротка історія головоломок: 120 найдивовижніших у світі головоломок від Сфінкса до Судоку», 2019)
- The Encyclopaedia of Everything Else («Енциклопедія всього іншого», 2022)